# Arroyo Valizas
El Arroyo Valizas es un pequeño curso de agua uruguayo ubicado en el departamento de Rocha.
Une a la Laguna de Castillos con el Océano Atlántico, recorre alrededor de 11 km, en su tramo final se encuentra un balneário denominado Barra de Valizas.
El tramo comprendido entre el puente sobre la ruta 10 y la desembocadura en el océano sirve como límite al parque nacional Cabo Polonio.